# Le Sentier
Le Sentier je vesnice na západě Švýcarska v kantonu Vaud. Žije zde přibližně 3000 obyvatel a je správním centrem obce Le Chenit.
Vesnice je známá jako sídlo výrobních závodů různých švýcarských hodinářských firem, včetně Jaeger-LeCoultre, Patek Philippe či Vacheron Constantin.

## Historie
Poprvé byla půda zrekultivována ve druhé polovině 16. století, první osadníci, z nichž většina pocházela z obce Le Lieu, se usadili na počátku 17. století. Kostel, postavený v roce 1612 v Le Sentier, byl v letech 1725 a 1898 přestavěn a v roce 1704 byla obec povýšena na farnost. Fara pochází z roku 1705 a byla přestavěna v roce 1777. Ve farní budově z roku 1646, která byla v roce 1719 přestavěna, v roce 1726 rozšířena a v roce 1958 nahrazena radnicí, sídlila od roku 1647 škola. V letech 1798–2006 byl Le Sentier hlavním městem okresu La Vallée. Školní budova byla postavena v roce 1870 a střední škola byla otevřena v roce 1875.

## Hospodářství
Hodinářství, zavedené v 18. století, se v 19. století vyvinulo v důležité průmyslové odvětví (první manufaktura Le Coultre & Cie. byla založena v roce 1833, od roku 1937 známá pod názvem Jaeger-LeCoultre) a pomohlo Le Sentier, které se dlouho vyznačovalo venkovským charakterem, zrychlit hospodářský a demografický vzestup. Z průmyslové školy, která byla otevřena v roce 1984, se později stala hodinářská škola Le Sentier a nakonec technická škola Vallée de Joux. Průmyslová zóna Village industriel, která se nachází na břehu kanálu řeky Orbe, byla vybudována obcí Le Chenit na přelomu 21. století s cílem zachovat v regionu pracovní místa a místa pro odbornou přípravu.